# Хардт (Шварцвальд)
Хардт (нем. Hardt) — община в Германии, в земле Баден-Вюртемберг.
Подчиняется административному округу Фрайбург. Входит в состав района Ротвайль. Население составляет 2547 человек (на 31 декабря 2010 года). Занимает площадь 10,17 км².